# Margot van Hasselt
Margaretha Livina (Margot) van Hasselt (Amsterdam, 9 juni 1879 – Utrecht, 19 mei 1935) was een Nederlandse schilder.

## Leven en werk
Van Hasselt was een dochter van Ir. Anne Karel Philip Frederik Robert van Hasselt (1848-1929) en Anna Aleida Houwink (1848-1929). Ze werd opgeleid in Amsterdam aan de Dagteekenschool voor Meisjes, de Rijksacademie (1902-1906) en het Internationaal schildersatelier. Ze kreeg lessen van Paul Rink en Martin Monnickendam. Ze logeerde geregeld op het Huis Empe, waar haar ouders woonden. Ook haar leermeester Monnickendam en vriendin Jo Strumphler logeerden hier wel. Monnickendam en Marie de Jonge schilderden haar portret. In 1927 liet Van Hasselt een eigen woning op het landgoed bouwen.
Ze schilderde portretten en stillevens. Ze was lid van Sint Lucas, Arti et Amicitiae en Artibus Sacrum. Ze exposeerde onder meer bij de  tentoonstelling van Levende Meesters en Sint Lucas. 
Van Hasselt overleed op 55-jarige leeftijd.

## Werken (selectie)

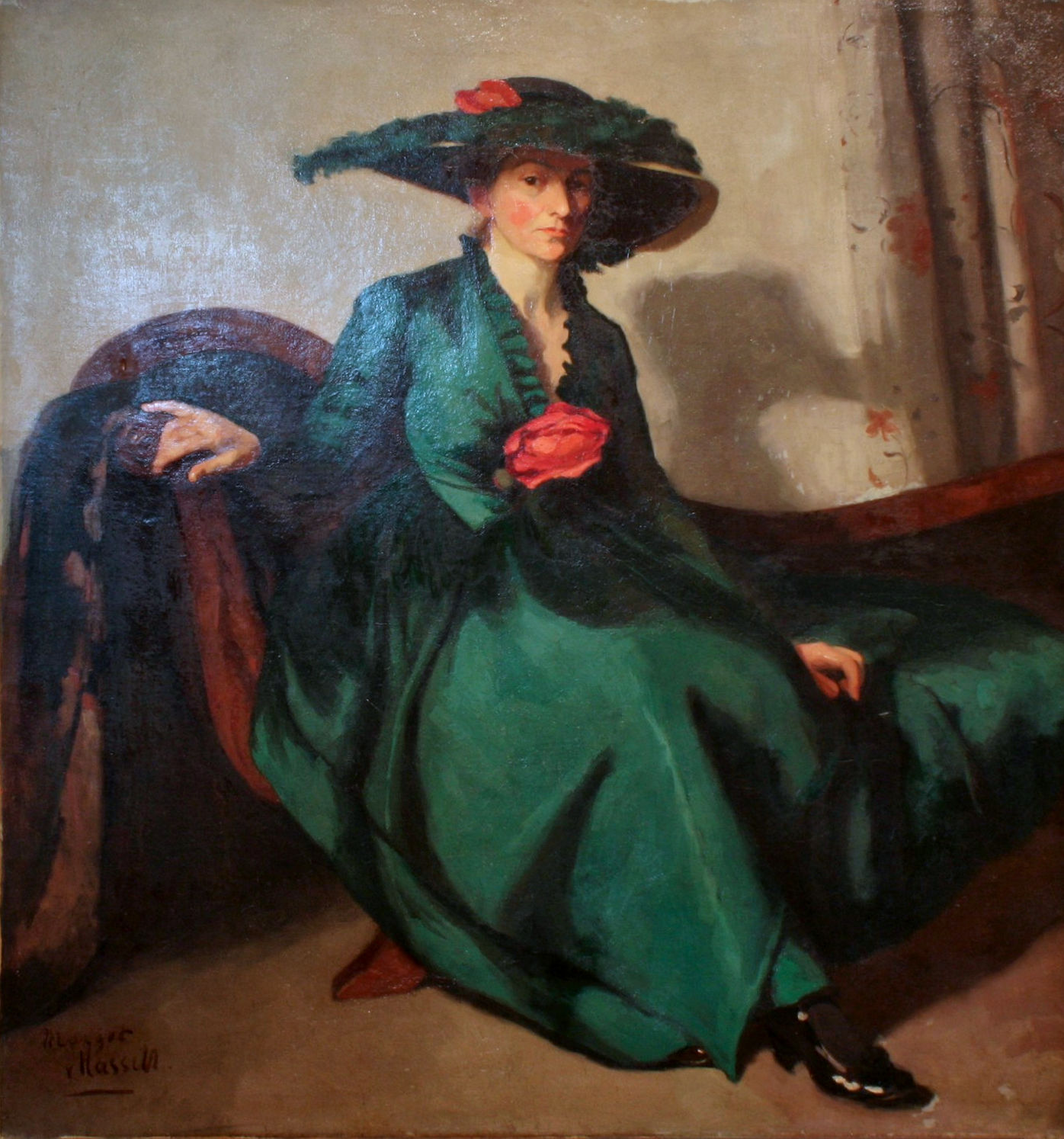
Zelfportret (ca. 1910)
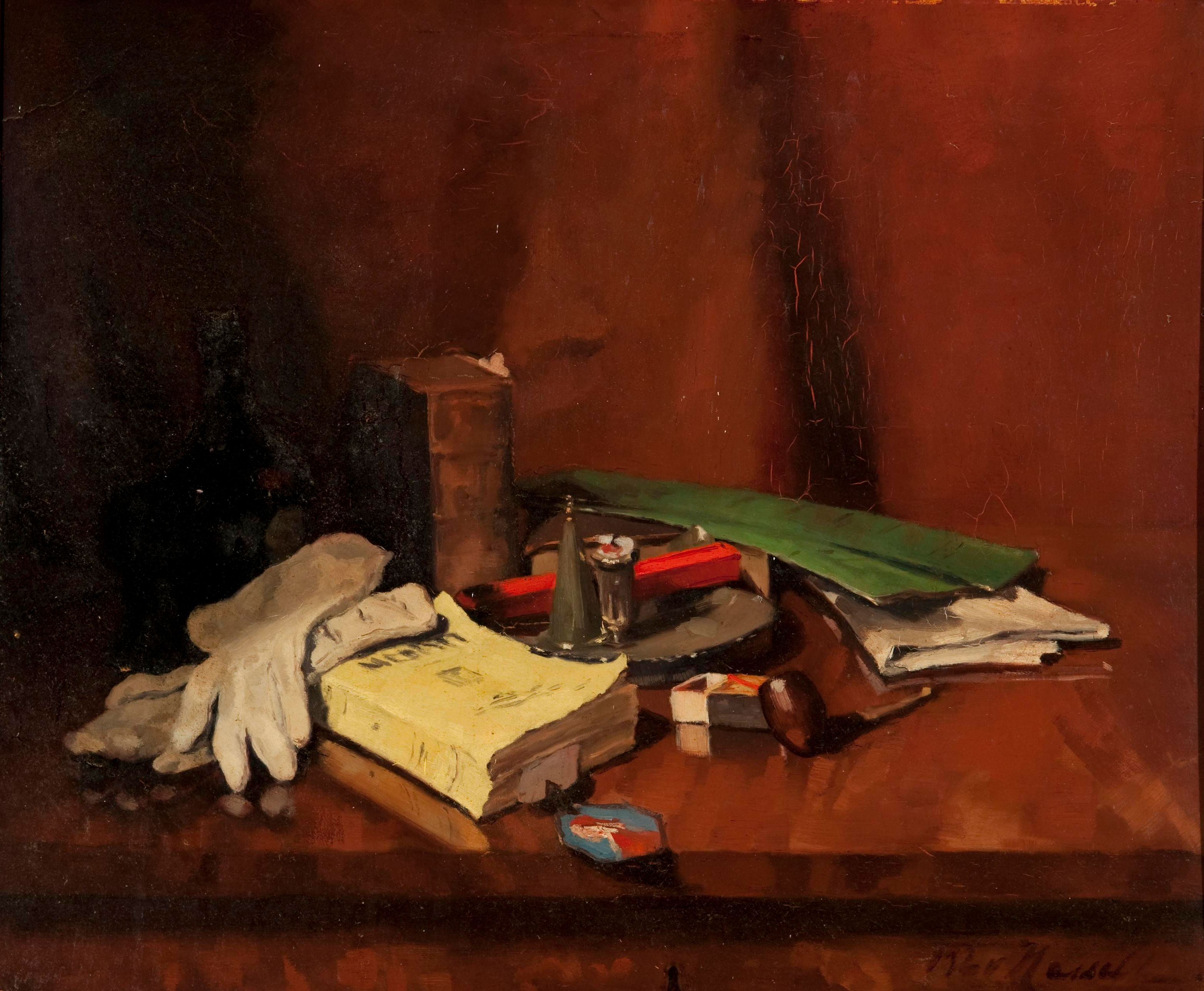
Stilleven (ca. 1930)